# Royal Canadian Geographical Society

La Royal Canadian Geographical Society (RCGS) (in francese: La Société géographique royale du Canada; SRGC) è una organizzazione educativa canadese senza scopo di lucro, fondata principalmente dal Rt. On. Freeman Freeman-Thomas, I marchese di Willingdon, nonché Governatore Generale del Canada, dedicata a trasmettere una conoscenza più ampia e un apprezzamento più profondo del Canada, della sua gente e dei suoi luoghi, del suo patrimonio naturale e culturale e delle sue sfide ambientali, sociali ed economiche.

## Storia
La Royal Canadian Geographical Society è stata fondata nel 1929 da un gruppo di eminenti canadesi, tra cui Marius Barbeau, un etnografo e folclorista che oggi è considerato uno dei fondatori dell'antropologia canadese, l'On. A.E. Arsenault, Premier dell'Isola del Principe Edoardo e giudice della corte suprema della provincia, Lawrence J. Burpee, Segretario per il Canada, Commissione mista internazionale, John Wesley Dafoe, caporedattore del Winnipeg Free Press, l'On. Albert Hudson, un giudice della Corte suprema del Canada, e il dottor O.D. Skelton, Sottosegretario di Stato agli Affari Esteri.
Il Rt. On. Visconte di Willingdon, Governatore Generale del Canada, fu un mecenate fondatore. J.B. Joseph Tyrrell, geologo e cartografo le cui imprese includono la scoperta delle ossa dell'Albertosaurus nelle Badlands dell'Alberta e il primo contatto con gli Ihalmiut ("Gente dell'oltretomba") del Distretto di Keewatin dei Territori del Nord-Ovest del Canada, fu fondatore onorario presidente. Arthur Philemon Coleman, geologo ed esploratore che tra il 1884 e il 1908 fece otto viaggi alla scoperta delle Montagne Rocciose canadesi, fu nominato vicepresidente onorario. Al suo primo incontro Charles Camsell affermò che la società era stata costituita "puramente per scopi patriottici" e sperava che "sarebbe stata un'influenza unificante sulla vita del Canada". Una relazione del segretario ad interim, E.S. Martindale, affermò l'intenzione dei fondatori: "Il lavoro di rendere più ampiamente conosciute e comprese più chiaramente le risorse e gli altri fattori geografici di ciascuna parte del Dominio è uno dei migliori servizi educativi che possono essere intrapresi e uno che non può essere reso se non attraverso un'organizzazione geografica animata da un ampio scopo nazionale".
Tra coloro che hanno affrontato le riunioni dell'RCGS nel corso degli anni ci sono Sir Francis Younghusband, Sir Hubert Wilkins, il Magg. L. T. Burwash, il Dr. Isaiah Bowman, il Dr. Wade Davis, Michael Palin, il Dr. Phil Currie e Sir Christopher Ondaatje.
L'RCGS pubblica la premiata rivista in lingua inglese, Canadian Geographic, che è stata pubblicata ininterrottamente dal 1930 (quando era chiamata Canadian Geographical Journal). La rivista pubblica anche il Canadian Geographic Travel trimestrale. La rivista in lingua francese della società, Géographica, pubblicata in collaborazione con La Presse, fu introdotta nel 1997.
Alan Beddoe progettò lo stemma della Royal Canadian Geographical Society e i suoi documenti cmprendono una fotografia in bianco e nero del brevetto delle lettere.
Nell'ottobre 2016 fu annunciato che la nuova sede della società sarebbe stata un edificio "iconico" al 50 di Sussex Drive, Ottawa. La società si trasferì nella nuova sede nella primavera del 2018 e debuttò con due mostre: Explore di Chris Cran e Lessons From the Arctic: How Roald Amundsen Won the Race to the South Pole.
Nel maggio 2019 il Primo ministro del Canada, Justin Trudeau, ha partecipato alla cerimonia di apertura ufficiale della sede della Royal Canadian Geographical Society al 50 di Sussex Drive.

## Programmi

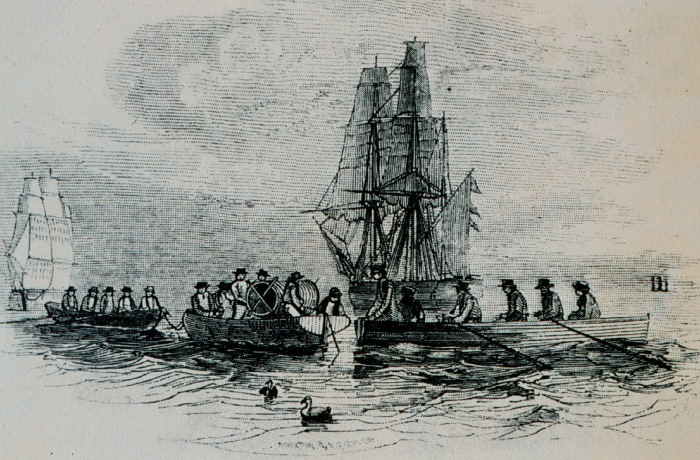
Le navi HMS Erebus e HMS Terror nel 1840

La Royal Canadian Geographical Society aiuta a finanziare programmi di istruzione, spedizioni, ricerca e conferenze. In particolare è stata partner della spedizione Victoria Strait del 2014 che ha localizzato la HMS Erebus, una delle due navi da esplorazione perse durante la spedizione nell'Artico britannico, comandate da Sir John Franklin.
Ogni autunno la società ospita la cena annuale annuale del College of Fellows, con relatori di rilievo tra cui Sir Francis Younghusband, il maggiore generale Sir James Howden MacBrien, Jeopardy! conduttore Alex Trebek, l'artista Robert Bateman, l'attore Dan Aykroyd, l'etnobotanico Wade Davis, il climatologo Senior di Clima del Canada David Phillips, il cacciatore di tempeste George Kourounis e la pluripremiata autrice Margaret Atwood. Alla cena avevano partecipato in passato sia il Primo Ministro del Canada Stephen Harper che il Governatore Generale David Johnston.
Nel giugno 2017 sono stati concessi $2.084.000 di finanziamento dal Governo del Canada per sviluppare le risorse educative, una parte della quale è stata prelevata dal Fondo Canada 150. Ciò portò alla creazione dell'Atlante delle popolazioni indigene del Canada, sviluppato con il contributo di numerosi gruppi e organizzazioni che rappresentano le Popolazioni indigene del Canada, tra cui l'Assemblea delle Prime Nazioni, Indspire, Inuit Tapiriit Kanatami, il Consiglio Nazionale Métis e il Centro nazionale per la verità e la riconciliazione. Al progetto è stato dedicato un numero di Canadian Geographic and Géographica.

## Collegio dei membri
Il consiglio di amministrazione della società e i suoi comitati di programma sono composti interamente da volontari, membri del College of Fellows. Tradizionalmente i Fellow venivano eletti "in riconoscimento dell'eccezionale servizio reso al Canada". I borsisti hanno il diritto di utilizzare le lettere post-nominali FRCGS (Fellow of the Royal Canadian Geographical Society).

## Organizzazione
Il Governatore generale del Canada funge da patrono della società. La società ha funzionari onorari, inclusi presidenti onorari e vicepresidenti onorari. Un consiglio dei governatori volontari, presieduto dal presidente del consiglio, e un comitato esecutivo, forniscono la supervisione generale.
Alle operazioni quotidiane della società, ai suoi programmi ed alle sue attività provede il suo amministratore delegato, attualmente John G. Geiger. L'amministratore delegato è anche responsabile della leadership strategica, in concertazione con il consiglio di amministrazione.

### Presidenti
- 1930–1941: Dr. Charles Camsell, geologo responsabile delle esplorazioni per il Geological Survey of Canada e commissario dei Territori del Nordovest. Ha supervisionato l'esplorazione delle parti inesplorate del nord del Canada, una vasta area che copre 1,4 milioni di chilometri quadrati o circa il 25% del paese.
- 1941–1944: Dr. George J. Desbarats, Vice Ministro della Marina e della Pesca e della Difesa Nazionale. Fu il funzionario canadese che per primo apprese che l'esploratore Vilhjalmur Stefansson era stato separato dalla sua nave e che la HMCS Karluk era scomparsa nel ghiaccio artico.
- 1944–1950: Mr. Charles C. Cowan, vicepresidente e amministratore delegato, British American Bank Note Co.; Dir., National Film Board
- 1950–1955: Maresciallo dell'Aeronautica Robert Leckie, un pioniere dell'aviazione e capo di stato maggiore della Royal Canadian Air Force. Eccezionale pilota di caccia durante la prima guerra mondiale, effettuò attacchi contro gli Zeppelin tedeschi e ne abbatté due.
- 1955–1963: Magg.-Gen. Hugh A. Young, comandò la 6ª brigata di fanteria canadese in Normandia e prestò servizio come viceministro dei lavori pubblici. Commissario dei Territori del Nordovest dal 1950 al 1953. In qualità di capo del comitato consultivo per lo sviluppo settentrionale, nel 1953 studiò le minacce alla sovranità canadese nell'Artico.
- 1963–1967: Dr. Omond Solandt, scienziato e primo presidente sia del Defence Research Board canadese che del Science Council of Canada. Fu consulente scientifico di Lord Louis Mountbatten, l'ultimo viceré dell'India e in seguito membro della missione militare congiunta inviata in Giappone per valutare gli effetti della bomba atomica. Ha servito come Rettore dell'Università di Toronto.
- 1967–1977: Dr. Pierre Camu, geografo e funzionario. Ha servito come presidente della St. Lawrence Seaway Authority e in seguito come presidente della Canadian Radio-television and Telecommunications Commission (CRTC). È co-fondatore del Trans Canada Trail.
- 1977–1986: Denis Coolican, è stato presidente della Canadian Bank Note Company e primo presidente del comune regionale di Ottawa-Carleton. È stato anche vicepresidente di Brascan.
- 1986–1992: Dr. Alexander T. Davidson, geografo e funzionario pubblico. Ha servito come capo delle risorse per il Dipartimento federale degli affari del nord e vice ministro dello sviluppo rurale; acqua; politica, pianificazione e ricerca per l'Ambiente del Canada e dei Parchi del Canada. È stato anche presidente del gruppo federale sui voli militari di basso livello a Labrador-Goose Bay.
- 1992–1998: Dr. Denis A. St-Onge, geoscienziato del Geological Survey of Canada. Ha condotto ricerche pionieristiche sull'evoluzione del paesaggio in condizioni climatiche estremamente fredde sull'isola di Ellef Ringnes nell'alto Artico. È accreditato di aver sviluppato un metodo unico di mappatura della geomorfologia.
- 1998–2004: il dottor Arthur E. Collin, ha servito come consulente scientifico per le forze marittime (1965) e come idrografo del dominio (1968). Dal 1971 al 1980 è stato viceministro aggiunto della pesca e degli oceani e dell'ambiente.
- 2004–2010: Gisèle Jacob, direttrice generale dell'Ambiente del Canada e vicesegretaria generale della Commissione canadese per i diritti umani. È stata anche presidente del Geographical Names Board of Canada.
- 2010–2013: John G. Geiger, autore di Congelati nel tempo: il destino della spedizione Franklin e altri libri, ex capo del comitato editoriale di The Globe and Mail, attuale amministratore delegato della RCGS.
- 2013–2016: Dr. Paul Ruest, ex presidente dell'Université de Saint-Boniface.
- 2016–attualmente: Sig. Gavin Fitch, QC, avvocato.

### Vicepresidenti di spicco
- 1930–1934: J. Mackintosh Bell, geologo, esploratore e scrittore. Il suo lavoro sul campo includeva l'esplorazione pionieristica nel Canada artico per il Geological Survey of Canada. In seguito divenne direttore del Geological Survey of New Zealand.
- 1939–1941: il senatore W. A. Buchanan, ex membro del Parlamento ed editore del Lethbridge Herald.
- 1939–1954: Gen. A.G.L. Andrew McNaughton, Capo di Stato Maggiore Generale per il Canada, comandante della Prima Divisione di Fanteria canadese, Primo Corpo d'Armata canadese, Primo esercito canadese, Dipartimento della difesa nazionale e Ambasciatore presso le Nazioni Unite.
- 1968–Dott. John Tuzo Wilson, geofisico e geologo che ha ottenuto riconoscimenti in tutto il mondo per i suoi contributi alla teoria della tettonica a zolle.
- 1988-2000: Ernest Côté, soldato, diplomatico e alto funzionario.

## Premi

### Medaglia d'oro
Fonte: Royal Canadian Geographical Society Archiviato il 6 novembre 2018 in Internet Archive.
- 2019: Adrienne Clarkson e la dottoressa Jane Goodall
- 2018: Trans Canada Trail, Perry Bellegarde, Clément Chartier, Natan Obed, Ry Moran e Roberta Jamieson
- 2017: Sir David Attenborough, Gordon Lightfoot (cantante/cantautore) e John Turner (Primo Ministro)
- 2016: Marc R. St-Onge, Paul F. Hoffman, Denis St-Onge e il Servizio geologico del Canada
- 2015: Jacob Verhoef, Graeme Gibson e Margaret Atwood
- 2014: gli astronauti canadesi, tra cui Roberta Bondar, David Saint-Jacques, Marc Garneau, Steve MacLean, Dafydd Rhys "Dave" Williams, Robert Thirsk, Jeremy Hansen, Bjarni Tryggvason e l'Agenzia spaziale canadese
- 2013: Michael Palin, Robert Bateman, Yvan Desy e Sylvain Lemay di Natural Resources Canada
- 2012: Dott. Philip Currie
- 2011: Sir Christopher Ondaatje e Dr. Jerry Linenger
- 2010: Alex Trebek e il Comitato nazionale canadese dell'anno polare internazionale
- 2009: Dr. Wade Davis
- 2007: La natura del Québec/Le Québec au naturel
- 2006: L'Atlante del Canada
- 2004: Jean Lemire e Edryd Shaw
- 2003: Roger F. Tomlinson
- 2002: Gordon Slade
- 2001: Norman Hallendy
- 2000: Bernard Voyer
- 1998: Mary Simon
- 1997: Peter Gzowski
- 1996: Gilbert M. Grosvenor
- 1995: Harold K. Eidsvik, il dottor Lawrence W. Morley e il dottor Victor K. Perst
- 1994: L'Atlante storico del Canada, volumi II e III
- 1988: L'Atlante storico del Canada, Volume I, William G. Dean, Richard Colebrook Harris e Geoffrey J. Matthews
- 1986: Dott. Derek C. Ford
- 1980: Selma Barkham
- 1978: Dr. J. Tuzo Wilson
- 1976: Atlante Nazionale del Canada
- 1973: Magg. Gen. William J. Megill
- 1972: Dr. Stanislaw Lesczychki

### Medaglia Sir Christopher Ondaatje per l'esplorazione
La medaglia per l'esplorazione di Sir Christopher Ondaatje, dal nome del destinatario della medaglia d'oro e della medaglia Camsell Sir Christopher Ondaatje, fu istituita nel 2013.
Fonte: Royal Canadian Geographical Society Archiviato il 3 ottobre 2018 in Internet Archive.
- 2019: Charles “Chas” Yonge
- 2018: Chic Scott
- 2017: Pat and Baiba Morrow, and Wade Davis
- 2016: Richard Weber
- 2015: Jean Lemire
- 2014: George Hobson
- 2013: Jill Heinerth

### Premio 3M per l'innovazione ambientale
Il 3M Environmental Innovation Award fu istituito nel 2009 dalla Società e da 3M Canada come riconoscimento ad individui eccezionali in organizzazioni aziendali, governative, accademiche o comunitarie, i quali contributi innovativi al cambiamento ambientale stanno avvantaggiando il Canada e i canadesi. Il premio è stato interrotto, con il destinatario finale nominato nel 2015.
Fonte: Royal Canadian Geographical Society Archiviato il 29 giugno 2018 in Internet Archive.
- 2015: GreenBug Energy Inc.[18]
- 2014: Ross Thurston
- 2013: Jeff Golfman
- 2012: Dr. Fraser Taylor
- 2011: Michel Séguin
- 2010: Frank van Biesen
- 2009: Sidney Ribaux

### Medaglia Camsell
La Royal Canadian Geographical Society assegna la Medaglia Camsell per conferire riconoscimenti e per esprimere l'apprezzamento della società a persone che hanno reso un servizio eccezionale alla società. Il premio è stato istituito dal consiglio di amministrazione della società nel 1992.
Fonte: Royal Canadian Geographical Society Archiviato il 27 settembre 2011 in Internet Archive.
- 2018: Paul Ruest and Élisabeth Nadeau
- 2017: Jody Decker and Philip Howarth
- 2016: Mark Graham, Peter Harrison and Christine Duverger-Harrison
- 2015: Bruce Amos and Louise Maffett
- 2014: Christopher Burn and Iain Wallace
- 2013: Sir Christopher Ondaatje
- 2012: Jean Fournier
- 2011: Gisèle Jacob and Arthur E. Collin
- 2010: Pierre Bergeron and Helen Kerfoot
- 2009: James Raffan and Ted Johnson
- 2008: Kenneth Boland and Carman Joynt
- 2007: Stuart Semple and Brian Osborne
- 2006: Karen Lochhead and Michael Schmidt
- 2005: James Maxwell and Denis St-Onge
- 2004: Samuel P. Arsenault and Alexander T. Davidson
- 2003: Blair Seaborn and David Kirkwood
- 2002: Alan O. Gibbons
- 2001: Dickson Mansfield
- 2000: Winifred Wadasinghe-Wijay
- 1999: Pierre Camu and Grete Hale
- 1998: Pierre Des Marais II and Dr. George Hobson
- 1997: Enid Byford and Robert Goddard
- 1996: David Bartlett
- 1995: William M. Gilchrist and Col. Louis M. Sebert
- 1994: Wendy Simpson-Lewis
- 1993: David W. Phillips and Dr. Ernest P. Weeks
- 1992: Dr. J. Keith Fraser and Samuel F. Hughes

### La medaglia Martin Bergmann per l'eccellenza nel leadership delle scienze artiche
Istituita dalla Royal Canadian Geographical Society nel 2012, la medaglia riconosce il successo per "l'eccellenza nella leadership e nella scienza dell'Artico". Prende il nome in onore di Martin "Marty" Bergmann, un funzionario pubblico.
Fonte: Royal Canadian Geographical Society Archiviato il 3 ottobre 2018 in Internet Archive.
- 2018: James Drummond and Derek Muir
- 2017: Martin Fortier
- 2016: Warwick Vincent
- 2015: John Smol
- 2014: Donald Forbes
- 2013: David Hik
- 2012: Martin Bergmann

### Medaglia Lawrence J. Burpee
Istituita dalla società nel 2013, questa medaglia viene assegnata per riconoscere un contributo eccezionale al progresso generale della geografia o di altri risultati che migliorassero notevolmente la capacità della società di compiere la sua missione.
Fonte: Royal Canadian Geographical Society Archiviato il 9 agosto 2019 in Internet Archive.
- 2019: Brian May (of "Queen")
- 2018: Chris Cran, André Préfontaine and Peter Suedfeld
- 2017: Presidente Jimmy Carter and Andrew Prossin
- 2016: Simon Winchester
- 2015: Louie Kamookak, Wendy Cecil and Alex Trebek
- 2014: Marc-André Bernier, Ryan Harris, Jonathan Moore and Andrew Campbell (Parks Canada)

### Medaglia Massey
La Medaglia Massey riconosce eccezionali risultati personali nell'esplorazione, nello sviluppo o nella descrizione della geografia del Canada. Il premio fu istituito nel 1959 dalla Massey Foundation, dal nome dell'industriale Hart Massey.
Fonte: Royal Canadian Geographical Society Archiviato il 10 maggio 2019 in Internet Archive.
- 2018: Arthur J. Ray
- 2017: David Morrison
- 2016: Steve Blasco
- 2015: Brian Osborne
- 2014: Derald Smith
- 2013: David Ley
- 2012: Graeme Wynn
- 2011: David Livingstone
- 2010: Raymond Price
- 2009: Michael Church
- 2008: Bruce Mitchell
- 2007: Eddy Carmack
- 2006: Serge Courville
- 2005: Tim Oke
- 2004: Larry Stuart Bourne
- 2003: Richard Colebrook Harris
- 2002: John Oliver Wheeler
- 2001: Lawrence McCann
- 1999: Alexander T. Davidson
- 1998: William C. Wonders
- 1997: James A. Houston
- 1996: James P. Bruce
- 1995: Pierre Camu

### Premio Innovazione nella didattica della geografia
Istituito nel 2013, l'Innovation in Geography Teaching Award viene assegnato agli insegnanti K-12 che sono "andati oltre la loro descrizione del lavoro per un'ulteriore alfabetizzazione geografica". I destinatari sono scelti dal consiglio del Canadian Geographic Education.
Fonte: Royal Canadian Geographical Society Archiviato il 3 ottobre 2018 in Internet Archive.
- 2018: Breanna Heels
- 2017: Paula Huddy-Zubkowski
- 2016: Greg Neil
- 2015: Janet Ruest
- 2014: Mike Farley
- 2013: Andrew Young

### Medaglia Louie Kamookak
Istituita nel 2018, la medaglia prende il nome da Louie Kamookak, uno storico Inuit coinvolto nella ricerca della spedizione perduta di Franklin e viene assegnata a coloro che "sono stati portati all'attenzione del Comitato Esecutivo, del Comitato dei Premi, o del CEO, per aver reso la geografia del Canada meglio conosciuta dai canadesi e da tutto il mondo".
Fonte: Royal Canadian Geographical Society
- 2020: Nellie Kusugak, Elizabeth Dowdeswell
- 2019: George Jacob
- 2018: Gregory Copley, Jared Harris, Josephine Kamookak, Anne Kari Hansen Ovind, Michael Palin, Kim Wallace

## Educazione geografica canadese
La Canadian Geographic Education, precedentemente Canadian Council for Geographic Education (CCGE), è un'iniziativa congiunta della Royal Canadian Geographical Society e della National Geographic Society di Washington, DC, fondata nel 1993. I programmi dell'Educazione Geografica Canadese mirano a rafforzare l'educazione della geografia in classe. Oltre ad aumentare l'enfasi sulla geografia all'interno del sistema scolastico, l'Educazione Geografica Canadese si sforza di aumentare la consapevolezza pubblica dell'importanza dell'alfabetizzazione geografica.